# Dux Armeniae
Дукс Армении (лат. Dux Armeniae) — командующий пограничными войсками римского восточного лимеса в Понтии во время правления римского императора Константина I. Во времена «Notitia dignitatum» (ок. 400 г.) непосредственным начальником войск в этой области был magister militum praesentalis II.

## Исторический контекст

### Римская империя
Армения стала римской провинцией в 114 году при императоре Траяне. Этот шаг был частью более широкой кампании Траяна против Парфии. Во время этой кампании Траян захватил Армению и включил её в состав Римской империи в качестве провинции. Однако после смерти Траяна в 117 году его преемник, император Адриан, принял решение отказаться от прямого управления Арменией. В 118 году Адриан вернул Армению статус независимого государства, установив на её троне лояльного правителя, что позволило Риму избежать необходимости постоянного военного присутствия и управления регионом. Однако римские командиры продолжали играть важную роль в управлении и защите страны.
Титул «Dux» (лат. «военачальник» или «командующий») использовался в поздней Римской империи для обозначения командующих военными округами (dukedom). Эти военные округа были частью реформ, проведенных императорами Диоклетианом и Константином Великим в конце III и начале IV веков.
Dux Armeniae был командующим военными силами в провинции Армения и позже в Великой Армении, которая находилась на восточной границе Римской империи. Эта территория была важна для обороны от персидских нападений и поддержания стабильности в регионе.
Один из известных дуксов Армении, Теренций, служил при императоре Валенте II и участвовал в восстановлении на троне армянского царя Папа в 370 году. Теренций также принимал участие в возвращении трона Иберии законному правителю Саурмагу II, что было важно для поддержания римского влияния в регионе. Однако позже Теренций, в 373/374 году убеждавший императора Валента заменить Папа более сговорчивым человеком, чтобы не допустить попадания Армении в руки Сасанидов, потерял доверие последнего и был заменен на более лояльного армянскому царю человека.

### Византийская империя
После распада Западной Римской империи в 476 году, Восточная Римская империя продолжала существовать и постепенно эволюционировала в Византийскую империей. Терминология и административные структуры, включая должности таких военачальников, как Dux Armeniae, были переняты из Римской империи и продолжали использоваться в Византии. Так, Dux Armeniae оставался важной позицией, отвечающей за оборону восточных границ империи.
Император Юстиниан I провёл ряд комплексных административных реформ. Уже вскоре после его восшествия на престол в 527 году должности Dux Armeniae и Сomes Armeniae были упразднены, а военные силы армянских территорий были подчинены новой должности Magister militum per Armeniam в Феодосиополе.

## Список объектов
Дукс Армении командовал 2 частями или отрядами частей, как показано в Notitia Dignitatum (Orien. XXXVIII):
- Конные лучники (Equites sagittarii)
- XV Аполлонов легион (Сатала), XII Молниеносный легион (Мелитена), I Понтийский легион (Трапезунд)
- Ala Rizena (Аладалеариза); Ala Theodosiana (недалеко от Ауаксама); Ala felix Theodosiana (Силуанис); Ala prima Augusta Colonorum (Кьяка); Ala Auriana (Даскуза); Ala prima Ulpia Dacorum (Суисса); Ala secunda Gallorum (Элиан); Ala castello Таблариенси; Ala prima praetoria;
- Cohors tertia Ulpia miliaria Petraeorum, Metita; Cohors quarta Raetorum, Analiba; Cohors miliaria Bosporiana, Arauraca; Cohors miliaria Germanorum, Sisila; Ala prima Iovia felix, Chaszanenica; Ala prima felix Theodosiana, Pithiae; Cohors prima Theodosiana, Valentia; Cohors Apuleia civium Romanorum, Ysiporto; Cohors prima Lepidiana, Caene — Parembole; Cohors prima Claudia equitata, Sebastopolis; Cohors secunda Valentiana, Ziganne.

### Основные источники
- Notitia Dignitatum, Orien. XXXVIII.

### Современные исторические источники
- Х. Родригес Гонсалес, «Historia de las Legiones Romanas» (Мадрид, 2003 г.)
- А. К. Голдсуорси, «Полная история римской армии» (Модена, 2007 г. ISBN 978-88-7940-306-1)
- Ю. Ле Боэк, «Оружие и воины Древнего Рима. От Диоклетиана до падения империи» (Рим, 2008 г. ISBN 978-88-430-4677-5)
- Джулиан Беннетт, «Траян: Optimus Princeps» (Лондон: Routledge, 1997 г., ISBN 978-0415119857)
- Мэри Т. Боутрайт, «Адриан и города Римской империи» (Принстон: Princeton University Press, 2003 г., ISBN 978-0691094936)
- Джеффри Грейтрекс и Сэмюэл Н. К. Лью, «Римская восточная граница и войны с Персией» (Лондон: Routledge, 2002 г., ISBN 978-0415002766)
- Питер Бреннан, «The User’s Guide to the Notitia Dignitatum: the Case of the Dux Armeniae (ND Or. 38)» (Кембридж: Cambridge University Press, 2015 г.)
- Хью Элтон, «The Military Situation» (Кембридж: Cambridge University Press, 2019 г., стр. 260—395)
- Ричард Г. Ованнисян, «Armenian Sebastia/Sivas and Lesser Armenia» (Mazda Publishers, 2004 г., стр. 104—105)